# FA Cup 1908/1909
Třicátý osmý ročník FA Cupu (anglického poháru) se konal od 12. září 1908 do 25. dubna 1909. Celkem turnaj hrálo opět 64 klubů.
Trofej získal poprvé v klubové historii Manchester United FC, který ve finále porazil obhájce minulého ročníku Bristol City FC 1:0.